# Gustaf Belfrage
Johan Gustaf Wilhelm Belfrage, född 3 juli 1827 i Tanums församling, Göteborgs och Bohus län, död 28 oktober 1909 i Stockholm, var en svensk kammarherre.

## Biografi
Gustaf Belfrage föddes 1827 på Kleva i Tanums socken. Han var son till kaptenen Johan Gustaf Belfrage och Andreetta Cecilia Tegner. Belfrage blev 17 april 1844 elev vid lantmäteristaten, 25 maj 1849 lantmäteriauskultant, 13 december 1852 extra ordinarie ingenjör i rikets Generallantmäterikontoret, 27 december 1852 tillförordnad ingenjör i Generallantmäterikontoret, 24 april 1854 kommissionslantmätare i Östergötlands län, 30 mars 1857 ingenjör i Generallantmäterikontoret, 6 mars 1858 civilstatens pensionsinrättnings redogörare i Generallantmäterikontoret, 26 april 1858 tillförordnad lantmäterifiskal, 1 oktober 1858 tillförordnad  lantmäterisekreterare, 5 augusti 1861 sekreterare i Mälareprovinsernas lantmäteriförening, 11 maj 1863 tillförordnad överingenjör i Generallantmäterikontoret, 5 augusti 1863 civilstatens pensionsinrättnings redogörare för kommissionslantmätarna, 7 januari 1864 kammarjunkare, 21 mars 1864 aktuarie och registrator i Generallantmäterikontoret, 14 september 1866 tillförordnad vice cermonimästare och 28 januari 1869 kammarherre.
Han blev 27 november 1876 ordförande i Stockholms fastighetsägareförening och 27 november 1877 ledamot i kyrkofullmäktige i Stockholms stad. Belfrage var från 21 mars 1878 till 1880 ledamot av stadsfullmäktige i Stockholm och var 26 november 1879 ledamot i Hedvig Eleonora församlings kyrkoråd och skolråd. Han blev 21 februari 1890 ledamot i Sveriges allmänna konstförenings styrelse. Han tog 19 november 1896 avsked från tjänsten som aktuarie och registrator i Generallantmäterikontoret. Belfrage utnämndes 15 maj 1897 till RVO och i juni 1909 till RRS:tStO2kl (Kejserliga Ryska Sankt Stanislausorden, andra klassen). Han avled 1909 i Stockholm.

### Familj
Belfrager gifte sig 19 september 1860 i Stockholm med Emma Torboerg Matilda Munktell (1839–1913), dotter till direktören Johan Teofron Munktell vid Munktells Mekaniska Verkstad och Fredrika Vilhelmina Hjerstedt i Eskilstuna. De fick tillsammans barnen Mary Matilda Vilhelmina Belfrage (1861–1862), Emma Ellen Elisabet Belfrage (född 1863), målarinnan Ebba Torborg Elisabet Belfrage (född 1864), Lilly Matilda Elisabet Belfrage (född 1866) som var gift med kaptenen Oskar Malmborg och gymnastikdirektören Märta Fredrika Elisabet Belfrage (född 1867) som var gift med filosofie kandidaten Otto August Wetterling.